# Église Saint-Laurent de Perniö
L'église Saint-Laurent de Perniö (en finnois : Perniön Pyhän Laurin kirkko) est une église située à Perniö en Finlande,. 

## Description

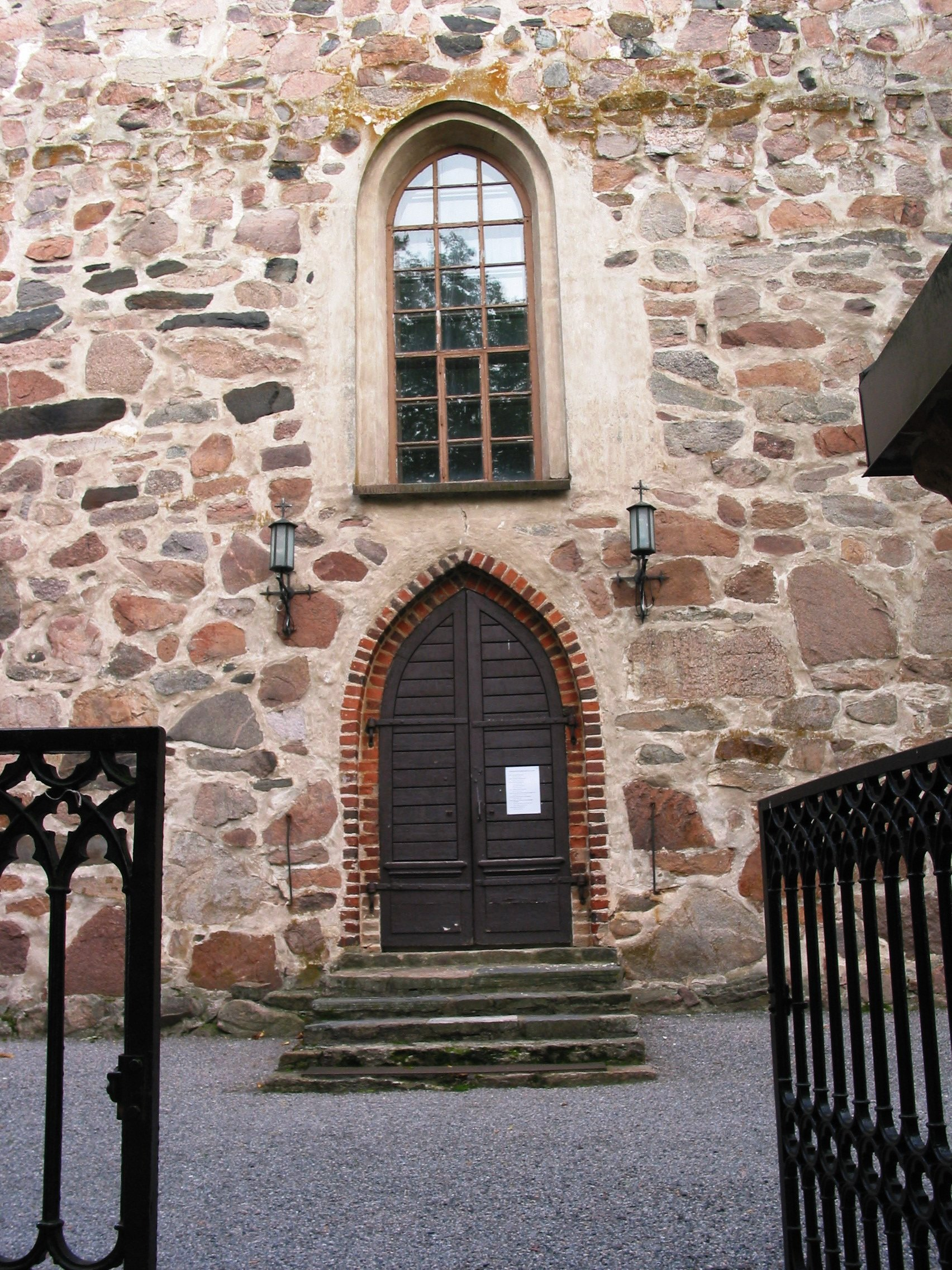
Portail côté Ouest.

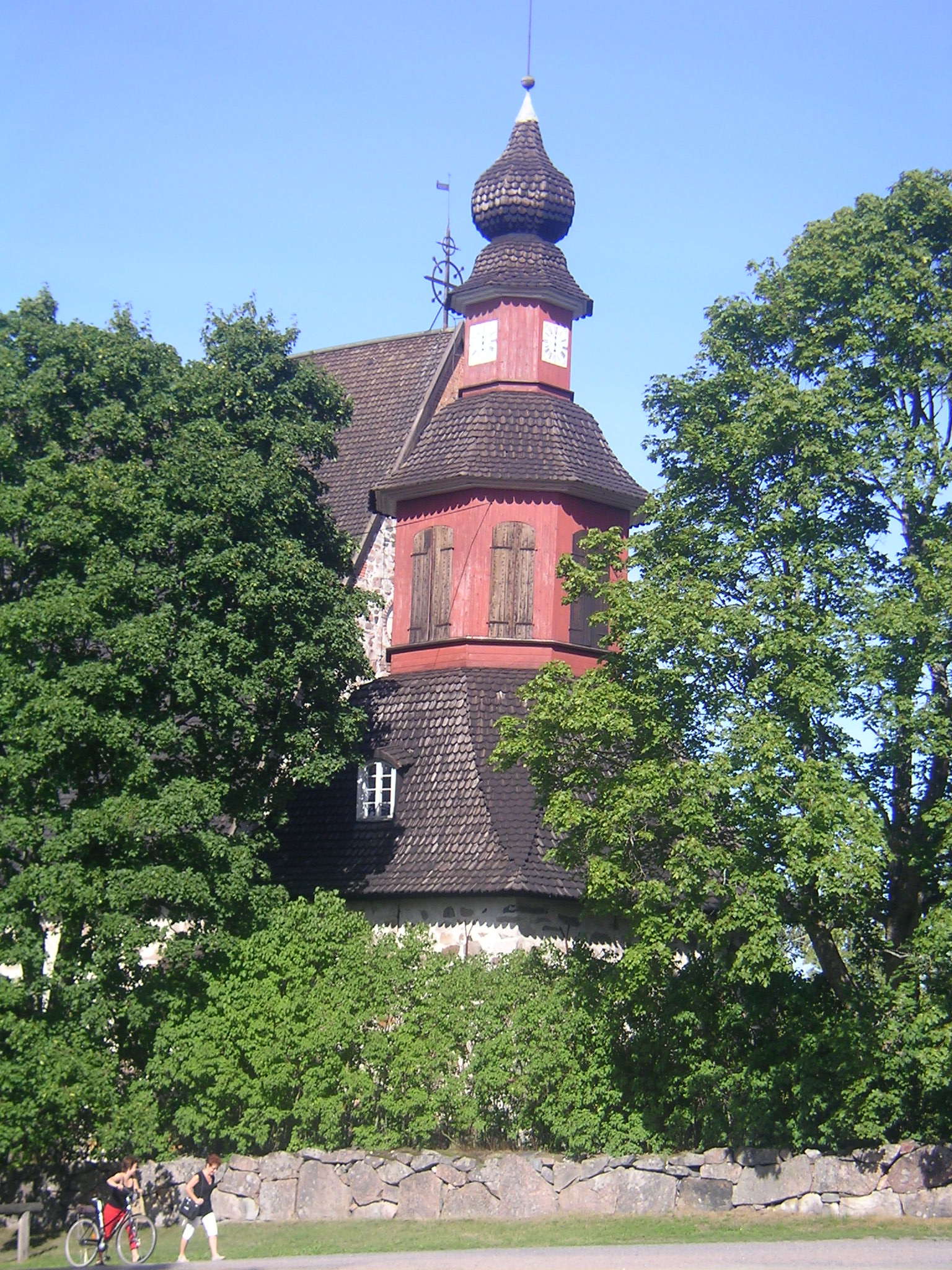
Le clocher.

L'église en pierre a probablement été construite entre 1460 et 1480.
L'église est dédiée à Saint-Laurent, comme beaucoup d'autres églises finlandaises. En 1441, le monastère de l'Ordre de Sainte-Brigitte devait être construit à Perniö, mais il le sera finalement à Naantali.
En 2009, la direction des musées de Finlande a classé l'ensemble constitué par l'église Saint-Laurent, le presbytère, le clocher et le grenier paroissial parmi les sites culturels construits d'intérêt national en Finlande.